# HMS Magpie (H130)
Pour les autres navires du même nom, voir HMS Magpie.
Le HMS Magpie est un bâtiment hydrographique de la Royal Navy, destiné à être utilisé pour les travaux d'arpentage côtiers. Le navire a remplacé le HMS Gleaner (H86) et mis en service le 28 juin 2018

## historique
En août 2017, le remplacement du HMS Gleaner a été annoncé comme l'un des 38 navires de travail polyvalents de différentes tailles en cours de construction pour entreprendre diverses tâches. La structure principale du navire a été construite par Safehaven Marine, une entreprise de construction navale basée à Cork. Le modèle sélectionné pour le navire hydrographique côtier était basé sur la conception du catamaran Wildcat 60 de Safehaven, le plus grand disponible à 18 m de longueur et avec un déplacement de 37 tonnes. Il a été construit pour accueillir un équipage de 12 personnes pendant sept jours maximum, avec la capacité de fonctionner par tous les temps. Après l'achèvement et les premiers essais par Safehaven Marine, Magpie a ensuite été livré à Atlas Elektronik UK (AEUK) pour l'installation de son équipement de mission. En avril 2018, Magpie a subi de nouveaux essais avec son équipement de mission installé, avant la livraison finale du navire à la Royal Navy en mai 2018 pour une mise en service au début de l'été.
Magpie a été acheté dans le cadre du "Project Vahana", un programme visant à remplacer divers navires de la Royal Navy de moins de 20 mètres de long. Les bateaux sont connus sous le nom de classe Sea, et Magpie, d'une longueur de 18 mètres, est le plus grand et le seul navire commandé de la série.
Le Magpie étant considérablement plus grand que le navire qu'il remplace, le titre de plus petit navire commandé de la Royal Navy, qui avait appartenu au Gleaner, est d'abord passé aux deux patrouilleurs de classe Scimitar, puis aux nouveaux patrouilleurs rapides de classe Cutlass de la Marine. Magpie est une amélioration significative par rapport à Gleaner, à la fois en termes d'équipement et d'endurance.

### Missions
L'une des premières tâches majeures de Magpie a été la poursuite du travail effectué par son prédécesseur Gleaner dans l'arpentage du port de Portsmouth pour assurer la stabilité des fonds marins en prévision de l'utilisation de Portsmouth par les porte-avions HMS Queen Elizabeth (R08) et HMS Prince of Wales (R09).
Une fois les travaux dans le port de Portsmouth terminés, Magpie a été chargé d'arpenter le site de l'épave du Mary Rose, le vaisseau amiral d'Henri VIII, pour rechercher tout ce qui avait de l'importance.
Les travaux se concentreront ensuite sur l'enquête sur l'épave d'une galère française qui a été perdue au large de la côte nord-est de l'île de Wight à peu près au même moment que le Mary Rose.